# Ольжерас (река)
Ольжерас — река в Кемеровской области России. Протекает в южном направлении. В Междуреченске впадает реку Усу в 5 км от её устья по правому берегу. Длина реки составляет 36 км. По данным наблюдений с 1976 по 1992 год, среднегодовой расход воды в 2,5 км от устья составляет 6,96 м³/с.

## Этимология
Название реки входит в число распространнёных в Западной Сибири гидронимов с окончанием -ас, которое переводится хантыйского языка как «река».

## Данные водного реестра
По данным государственного водного реестра России и геоинформационной системы водохозяйственного районирования территории РФ, подготовленной Федеральным агентством водных ресурсов:
- Бассейновый округ — Верхнеобский
- Речной бассейн — (Верхняя) Обь до впадения Иртыша
- Речной подбассейн — Томь
- Водохозяйственный участок — Томь от истока до города Новокузнецка, без реки Кондомы

## Населённые пункты
По реке расположены населённые пункты:
- Верхний Ольжерас
- Журавлёвка (Кемеровская область)
- Междуреченск
- Распадный